# 이동 교환국
이동 교환국(영어: Mobile Switching Center, MSC)은 이동 단말에 회선 교환 호의 처리, 이동성 관리, GSM 서비스를 제공하는 전화 교환기이다. 여기서 말하는 서비스는 음성, 데이터, 팩스, SMS를 모두 포함한다.
과거 아날로그 서비스와는 달리, GSM 이동 전화 시스템에서는 팩스, 데이터 정보가 디지털 상태 그대로 MSC에 전송되며, 이 정보는 MSC에서만 "아날로그" 신호로 인코딩된다(여기 인코딩되는 정보는 대개 64-kbit/s의 PCM 시그널로 인코딩된 음성을 의미한다).
MSC는 망 내에서 다양한 역할을 수행하는 만큼, 여러 가지 이름을 가지고 있으며, 같은 MSC라도 동작하는 기능에 따라 다르게 불린다.
Gateway MSC는 PSTN과 연결되며, 모든 이동 단말 - 이동 단말간, 이동 단말 - PSTN간 호는 GMSC를 통해 이루어진다. 
Visited MSC는 사용자가 현재 위치한 지역에 있는 MSC이다. 이 MSC와 연관된 VLR은 해당 가입자에 대한 정보를 보유하게 된다.
Anchor MSC는 핸드 오버가 발생되는 MSC를 일컬으며 핸드 오버되어 넘어가는 망의 MSC를 Target MSC라고 한다.